# Ballade des dames du temps jadis
Ballade des dames du temps jadis ("Balada das Damas de Outrora") é um poema de François Villon que celebra mulheres famosas na história e na mitologia, sendo um exemplo proeminente do gênero "Ubi Sunt ?". É parte de seu trabalho mais extenso, o Grand Testament.
Esse texto era chamado simplesmente de Ballade por Villon; o des dames du temps jadis é um adendo feito por Clément Marot na sua edição de 1533 dos poemas de Villon.

## Traduções e adaptações
Particularmente famoso pelo seu refrão interrogativo, Mais où sont les neiges d'antan?, o poema foi traduzido para inglês por Rossetti como "Where are the snows of yesteryear?", cunhando a nova palavra "yesteryear".

## Texto da Balada
| Dictes moy où, n'en quel pays,       |  |  | Dizei-me onde, e em que país,             |
| Est Flora, la belle Romaine;         |  |  | Está Flora, a bela romana;                |
| Archipiada, ne Thaïs,                |  |  | Arquipíada, e Taís,                       |
| Qui fut sa cousine germaine;         |  |  | Que foi sua prima germana;                |
| Echo, parlant quand bruyt on maine   |  |  | Eco, falando quando se faz barulho        |
| Dessus rivière ou sus estan,         |  |  | Sobre rio ou lago,                        |
| Qui beaulté ot trop plus qu'humaine? |  |  | Quem beleza tinha muito mais que humana?  |
| Mais où sont les neiges d'antan?     |  |  | Mas onde estão as neves de antanho!       |
|                                      |  |  |                                           |
| Où est la très sage Helloïs,         |  |  | Onde está a muito sábia Heloísa,          |
| Pour qui fut chastré et puis moyne   |  |  | Por quem foi castrado e depois monge      |
| Pierre Esbaillart à Saint-Denis?     |  |  | Pedro Abelardo em Saint-Denis ?           |
| Pour son amour ot cest essoyne.      |  |  | Por seu amor teve esta pena.              |
| Semblablement, où est la royne       |  |  | Similarmente, onde está a rainha          |
| Qui commanda que Buridan             |  |  | Que ordenou que Buridan                   |
| Fust gecté en ung sac en Saine?      |  |  | Fosse arremessado num saco ao Sena?       |
| Mais où sont les neiges d'antan?     |  |  | Mas onde estão as neves de antanho!       |
|                                      |  |  |                                           |
| La royne Blanche comme un lis,       |  |  | A rainha Branca como um lírio,            |
| Qui chantoit à voix de seraine;      |  |  | Que cantava com voz de sereia;            |
| Berte au grant pié, Bietris, Allis;  |  |  | Berta Pé-Grande, Beatriz, Alix;           |
| Harembourges qui tint le Maine,      |  |  | Eremburga que tinha o Maine,              |
| Et Jehanne, la bonne Lorraine,       |  |  | E Joana, a boa Lorena,                    |
| Qu'Englois brulerent à Rouan;        |  |  | Que os ingleses queimaram em Ruão;        |
| Où sont elles, Vierge souvraine?     |  |  | Onde elas estão, Virgem soberana?         |
| Mais où sont les neiges d'antan?     |  |  | Mas onde estão as neves de antanho!       |
|                                      |  |  |                                           |
| Prince, n'enquerez de sepmaine       |  |  | Príncipe, não pergunteis na semana        |
| Où elles sont, ne de cest an,        |  |  | Onde elas estão, nem neste ano,           |
| Qu'à ce reffrain ne vous remaine:    |  |  | Para que não leveis de volta este refrão: |
| Mais où sont les neiges d'antan?     |  |  | Mas onde estão as neves de antanho!       |